# کوئول غربی
کوئول غربی (نام علمی: Dasyurus geoffroii) نام یک گونه از سرده کوئول است.